# Хабутдинов, Равиль Низамович
Равиль Низамович Хабутдинов (15 декабря 1928 — 5 августа или 5 октября 1997) — советский тяжелоатлет и тренер (тяжёлая атлетика). Серебряный призёр Олимпийских игр 1956 года в Мельбурне. Чемпион Европы и СССР (оба — 1957), призёр Спартакиады народов СССР (1956). Заслуженный мастер спорта СССР по тяжёлой атлетике.
За свою карьеру Хабутдинов установил семь подтвержденных мировых рекордов в жиме штанги, пять в легком весе и два в средней весовой категории. Еще один рекорд в жиме в легком весе на матче СССР - КНР в Пекине 1956 остался не утвержденным.

## Биография
В 1948—1960 годы выступал за СКА и «Крылья Советов» (Новосибирск).
В 1961—65 тренер ДСО «Спартак» (Октябрьский).

## Летние Олимпийские игры 1956
24 ноября 1956 года в Мельбурне в выставочном зале «Эксибишен Билдинг» новосибирец Равиль Хабутдинов завоевал серебряную олимпийскую медаль в легком весе, показав в жиме 125 кг, в рывке — 110 кг, в толчке — 137,5 кг.

## Награды
- Медаль «За трудовую доблесть» (27.04.1957) — «за успехи, достигнутые в деле развития массового физкультурного движения в стране, повышения мастерства советских спортсменов, и успешное выступление на международных соревнованиях»